# Abraham Simpson
Abraham "Abe" Simpson (spelad av Dan Castellaneta) är en rollfigur i den animerade TV-serien Simpsons. 

## Biografi
Abraham är Homer Simpsons far. Han berättade inte sitt förnamn för sina barnbarn förrän den fjärde säsongen då Bart och Lisa var tvungna att veta det för att kunna skriva manus till den tecknade serien Itchy & Scratchy. Han är författare till boken A Chil's Garden of Fon. Han påstår sig ha immigrerat med sina föräldrar till USA och bodde först i Frihetsgudinnan vilket kan vara delvis sant eftersom hans farfarsfar flyttade från USA till Kanada där hans farfar föddes. Han har ett konstgjort knä av mässing och en konstgjord höft av stål. När han var ung jobbade han skoputsare vid järnvägsstationen, Springfield Union Station.
Abraham Simpson var med i andra världskriget, vilket han är stolt över och gärna berättar om sitt liv som soldat. Abraham har generellt en mycket livlig fantasi och är tämligen dement, vilket ofta återspeglar sig i hans berättelser. Han även påstått jobba i som nattvakt på ett tranbärssilo i 40 år. Han har en gång jagat Kaisern men gav upp efter 41,8 km. Han har tilldelats järnkorset efter att han hjälpte till att leta efter minor.
Bland annat har Abe berättat att han utförde ett mordförsök på Adolf Hitler men missade skottet på grund av att Montgomery Burns kastade en tennisboll mot honom. Han var med i de olympiska sommarspelen 1936 då han råkade kasta ett spjut mot Adolf Hitler. Men han sa till Bart och Lisa att som tur var träffade han en lönnmördare som tänkte döda Hitler. Under kriget fick han järnkorset för att avslöja tyska minor, även om han råkade få några av sina allierade dödade genom att visa dem fel väg, till exempel nerför en klippa och en annan, okänd, mina. I andra världskriget hade han titeln sergeant. Han skall också ha varit med under Stillahavskriget mot Japan där han tjänstgjorde på samma båt som John F. Kennedy (pt-109). När Kennedy senare sa "Ich bin ein Berliner", skrek Abe "Han är en nazist! På honom!" varpå han slog ner honom med två andra soldater. Under andra världskriget ingick Abe i arméförbandet Hellfish där han var sergeant i Ardennerna 1944 tillsammans med bland annat Montgomery Burns, Sheldon Skinner (Seymour Skinners far) och Iggy Wiggum (Clancy Wiggums far). Han var även besättningsmedlem på USS World War I. Han jobbade också som spion, då utklädd till en dansare med silikon, (vilket var två stora apelsiner), och flörtade med Hitler. Dock blev han upptäckt. Under kriget hade han ett förhållande med en brittisk tjej innan han åkte för att slåss vid invasionen av Normandie. Det visade sig att han fått en dotter vid namn Abbie efter förhållandet. Han har även en fotoalbum av de tyska soldater han har dödat med eldkastare som han en gång visade för Bart och Lisa. På sin ålderdom har arbetat på Sprawl-Mart. Han bär idag en hörapparat.
Abraham säger sig också ha varit med i första världskriget vid 4 års ålder efter att ha ljugit om sin ålder. Tyskarna höll på att komma in i skyttegravarna då ett befäl behövde hjälpa honom att gå och lägga sig. I ett nytt Simpsons-avsnitt har Abe varit gift med Selma och i ett äldre har han jobbat på Krusty Burger. I säsong 24 berättades det att Abraham tidigare var känd som "Glamorous Godfrey" , världens mest fruktade brottare.
När Homer och Marge skulle flytta från sin lägenhet i den lite äldre delen av Springfield bad Homer sin far om pengar till huset. Abe sålde sin lägenhet och tackade ja till ett erbjudande om att bo med familjen i huset. Redan efter tre veckor skickade Homer honom till ett ålderdomshem; innan dess ägde han spellokalen Simpson Laser Tag.
Han utger sig vid ett tillfälle vara en älg, kommunist, medlem i frimurarna, stenhuggarna samt ordförande i "Gay & Lesbian Alliance". Dessutom älskar han TV-serien Matlock och är rädd för tonåringars uppsyner.